# Israel Finkelstein

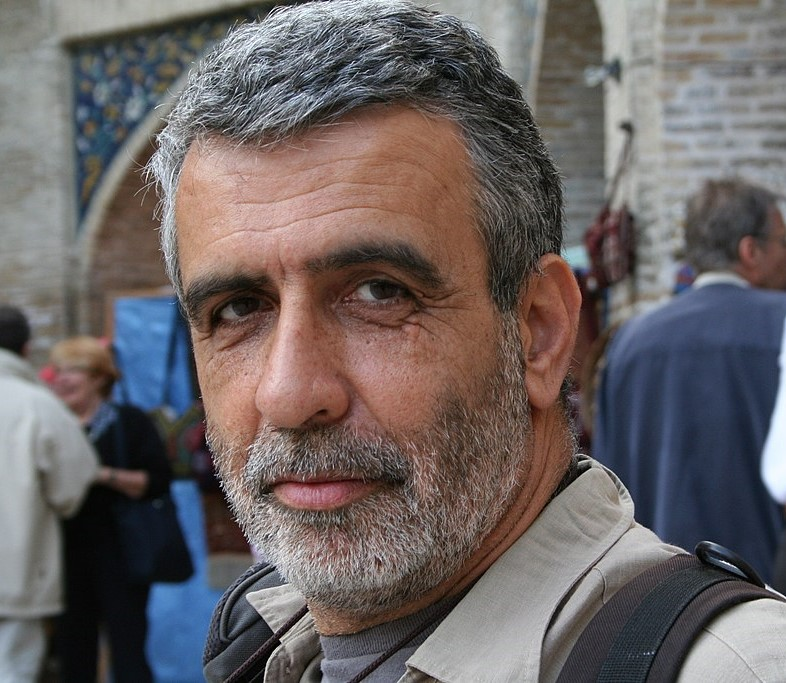
Israel Finkelstein

Israel Finkelstein (hebräisch ישראל פינקלשטיין; * 29. März 1949 in Tel Aviv) war bis zu seiner Emeritierung Direktor des Archäologischen Instituts der Universität Tel Aviv. Er zählt zu den führenden Archäologen in Israel. Seit 1992 leitet er gemeinsam mit David Ussishkin die Ausgrabungen in Megiddo.

## Akademischer Werdegang
Israel Finkelstein studierte von 1970 bis 1978 Archäologie an der Universität Tel Aviv, wo er nach dem B. A. (1974) und dem M. A. (1978) im Jahr 1983 mit der Dissertation The Izbet Sartah Excavations and the Israelite Settlement in the Hill Country promoviert wurde.
Neben seinen Forschungsreisen war er 1987 Associate Professor an der University of Chicago (Department for Near Eastern Languages and Civilizations) und lehrte ab 1990 am Institut für Archäologie und Nahoststudien der Universität Tel Aviv, ab 1992 als ordentlicher Professor.
Von 1996 bis zu seiner Emeritierung im Jahr 2003 war er Direktor des Archäologischen Instituts der Universität Tel Aviv. Gastprofessuren führten ihn unter anderem an die Harvard University. die Université Paris 1 Panthéon-Sorbonne, die École pratique des hautes études (Sektion IV) sowie das Collège de France, die Universität Buenos Aires, die Texas Christian University und die International Christian University in Tokyo. Auch lehrte er am Päpstlichen Bibelinstitut in Rom.

## Forschungsschwerpunkte (Auswahl)
Finkelstein war von 1976 bis 1978 Grabungsleiter bei der Ausgrabung von Izbet Sartah, einer früheisenzeitlichen Siedlung in der Nähe von Tel Afek, deren Identifikation mit dem biblischen Eben-Eser (1 Sam 4,1-11 ) unter den Archäologen umstritten ist. Er war als Grabungsleiter unter anderem bei den Ausgrabungen der Überreste eines byzantinischen Klosters im Südsinai (1976–1978), des biblischen Bnei Berak (Jos 19,45 ), in Südsamaria und in Khirbet Sailūn beteiligt. Seit 1992 leitet er zusammen mit David Ussishkin die Ausgrabungen in Megiddo.
Finkelsteins zusammen mit Neil A. Silberman verfasstes Buch Keine Posaunen vor Jericho. Die archäologische Wahrheit über die Bibel (2001) stellt die Ergebnisse der Archäologie Palästinas in der Bronze- und Eisenzeit dar, aus der Finkelstein weitreichende Schlussfolgerungen zur jüdischen Geschichte des Altertums zieht. Finkelsteins Theorie widerspricht dabei in weiten Teilen der traditionellen, am Alten Testament orientierten Geschichtsschreibung. Das Buch, das großes Aufsehen erregte, schlägt eine neue Chronologie der Eisenzeit im östlichen Mittelmeerraum vor und ist von einer kritischen Revision der älteren Forschung geprägt, indem Finkelstein die Position vertritt, eine unvoreingenommene Interpretation des archäologischen Befundes widerlege weite Teile der Geschichtserzählungen im Alten Testament.
Einige dieser Untersuchungsergebnisse werden unter dem Lemma Landnahme der Israeliten dargestellt. Finkelsteins Thesen werden im Fach kontrovers diskutiert. Nach der von ihm vertretenen Low Chronology lebten David und Salomo noch in der dörflich geprägten Eisenzeit I; dies entziehe der Hypothese eines davidisch-salomonischen Großreichs die Grundlage. Die Grundlage für die biblische Schilderung eines solchen Großreiches erblickt Finkelstein vielmehr erst im Reich von Jerobeam II., der ihm zufolge das Nordreich Israel vorübergehend zu einer bedeutenden Regionalmacht gemacht haben soll.

## Veröffentlichungen (Auswahl)
- mit Neil Asher Silberman: Keine Posaunen vor Jericho. Die archäologische Wahrheit über die Bibel. (Original: The Bible Unearthed, Archaeology's New Vision of Ancient Israel and the Origins of its Sacred Texts, New York 2001) Beck, München 2002, dtv 2004, ISBN 3-423-34151-3.
- mit Neil Asher Silberman: David und Salomo. Archäologen entschlüsseln einen Mythos. (Original: David and Solomon, In Search of the Bible's Sacred Kings and the Roots of the Western Tradition.) Beck, München 2006, ISBN 3-406-54676-5.
- The Historical Reality behind the Genealogical Lists in 1 Chronicles. In: Journal of Biblical Literature 131, 1/2012, S. 65–83. (PDF)
- Das vergessene Königreich. Israel und die verborgenen Ursprünge der Bibel. (Original: The Forgotten Kingdom, The Archaeology and History of Northern Israel.) Beck, München 2014, ISBN 978-3-406-66960-6
- Hasmonean Realities behind Ezra, Nehemiah, and Chronicles: Archaeological and Historical Perspectives (= Ancient Israel and its literature. Band 34). SBL Press, Atlanta 2018.
- Essays on biblical historiography: From Jeroboam II to John Hyrcanus. Mohr Siebeck, Tübingen 2022, ISBN 978-3-16-160853-7.

## Auszeichnungen und Ehrungen
- 2015: Mitglied der Israelischen Akademie der Wissenschaften
- 2019: Auswärtiges Mitglied der Académie des Inscriptions et Belles-Lettres
- 2021: Mitglied der American Academy of Arts and Sciences
- Ehrendoktor der Universität Lausanne
- Chevalier des Ordre des Arts et des Lettres

## Privates
Israel Finkelstein ist verheiratet und hat zwei Töchter.